# Jeanne Valérie
Jeanne Valérie, nata Micheline Yvette Voituriez (Parigi, 19 agosto 1941 – 25 settembre 2020), è stata un'attrice francese.

## Biografia
Debuttò in un piccolo ruolo nel film Educande al tabarin del 1958, e due anni più tardi ottenne ruoli da protagonista o di primo piano nel cinema italiano, dove compare in una dozzina di film e in uno sceneggiato televisivo diretto da Vittorio Cottafavi. Sul set di La portatrice di pane incontrò l'attore Michel Bardinet, che sposerà e da cui si separa dopo dieci anni di matrimonio. Dopo un periodo di silenzio, rientra nel cinema lavorando con Liliana Cavani e con Mauro Bolognini. Muore in Italia, nel settembre del 2020, a 79 anni.

## Filmografia
- Educande al tabarin (Cigarettes, Whisky et P'tites Pépées), regia di Maurice Régamey (1958)
- Il giovane leone (Oh! Qué mambo), regia di John Berry (1959)
- Le relazioni pericolose (Les Liaisons dangereuses 1960), regia di Roger Vadim (1959)
- A doppia mandata (À double tour), regia di Claude Chabrol (1959)
- Labbra rosse, regia di Giuseppe Bennati (1960)
- Salambò, regia di Sergio Grieco (1960)
- I piaceri del sabato notte, regia di Daniele D'Anza (1960)
- Le pillole di Ercole, regia di Luciano Salce (1960)
- La giornata balorda, regia di Mauro Bolognini (1960)
- Venere selvaggia (Siega verde), regia di Rafael Gil (1961)
- L'imprevisto, regia di Alberto Lattuada (1961)
- Il gioco della verità (Le Jeu de la vérité), regia di Robert Hossein (1961)
- El último verano, regia di Juan Bosch Palau (1962)
- Giulia tu sei meravigliosa (Julia, du bist zauberhaft), regia di Alfred Weidenmann (1962)
- L'indomabile (Mandrin, bandit gentilhomme), regia di Jean-Paul Le Chanois (1962)
- La portatrice di pane (La porteuse de pain), regia di Maurice Cloche (1963)
- Cadavres en vacances, regia di Jacqueline Audry (1963)
- Se permettete parliamo di donne, regia di Ettore Scola (1964)
- Le voci bianche, regia di Pasquale Festa Campanile e Massimo Franciosa (1964)
- Da 077: Intrigo a Lisbona, regia di Tulio Demicheli e Federico Aicardi (1965)
- Nick Carter e il trifoglio rosso (Nick Carter et le trèfle rouge), regia di Jean-Paul Savignac (1965)
- Tecnica di un omicidio, regia di Francesco Prosperi (1966)
- I diamanti che nessuno voleva rubare, regia di Gino Mangini (1967)
- Attentato ai tre grandi, regia di Umberto Lenzi (1967)
- L'amore è come il sole, regia di Carlo Lombardi (1969)
- Joë Caligula, du suif chez les dabes, regia di José Bénazéraf (1969)
- Oliver Cromwell ritratto di un dittatore, regia di Vittorio Cottafavi (1969) – sceneggiato televisivo
- La pelle, regia di Liliana Cavani (1981)
- La villa del venerdì, regia di Mauro Bolognini (1991)
- La famiglia Ricordi, regia di Mauro Bologini (1995) – miniserie televisiva

## Doppiatrici italiane
Nelle versioni italiane dei suoi film, l'attrice è stata doppiata da:
- Maria Pia Di Meo in La giornata balorda, Labbra rosse, Tecnica di un omicidio, Attentato ai tre grandi
- Vittoria Febbi in A doppia mandata
- Luisella Visconti in Se permettete parliamo di donne